# Andrew Herr
Andrew Herr (London, 25 maggio 1991) è un attore canadese.

## Biografia
Andrew Herr è nato il 25 maggio 1991 a London, dove ha vissuto fino all'età di due anni quando si è trasferito con i suoi genitori a St. George, Ontario.
Quando aveva dodici anni la sua famiglia si trasferì nuovamente a Kingston, dove egli iniziò ad interessarsi alla recitazione dopo aver partecipato ad una produzione teatrale scolastica di "Never Swim Alone".
Ha esordito come attore nel 2013 nel film televisivo  Mr. Hockey: The Gordie Howe Story. Nel 2015 ha recitato in 12 Rounds 3: Lockdown di Stephen Reynolds, in quello che fu il suo primo ruolo cinematografico. Tra gli altri film interpretati vanno ricordati R.L. Stine: I racconti del brivido - La casa stregata (2016), Goon: Last of the Enforcers (2017), Big Fat Liar 2 - Una bugia ancora più grossa a Seattle (2017) e Status Update (2018).
In televisione ha lavorato nelle serie televisive Tide Waters e Letterkenny e nei film televisivi  Zapped - La nuova vita di Zoey (2014), Seeds of Yesterday (2015) e Story of a Girl (2017).

## Filmografia

### Cinema
- Hockey Players, regia di Theo Kim - cortometraggio (2013)
- Big O, regia di Jenna Hambrook - cortometraggio (2015)
- 12 Rounds 3: Lockdown, regia di Stephen Reynolds (2015)
- R.L. Stine: I racconti del brivido - La casa stregata (Mostly Ghostly: One Night in Doom House), regia di Ron Oliver (2016) Uscito in home video
- Rememory, regia di Mark Palansky (2017)
- Goon: Last of the Enforcers, regia di Jay Baruchel (2017)
- Big Fat Liar 2 - Una bugia ancora più grossa a Seattle (Big Fat Liar 2), regia di Ron Oliver (2017)
- Public Schooled, regia di Kyle Rideout (2017)
- Status Update, regia di Scott Speer (2018)

### Televisione
- Mr. Hockey: The Gordie Howe Story, regia di Andy Mikita – film TV (2013)
- Due sorelle, un omicidio (A Sister's Nightmare), regia di Vic Sarin – film TV (2013)
- Tide Waters – serie TV, 1 episodio (2014)
- Zapped - La nuova vita di Zoey (Zapped), regia di Peter DeLuise – film TV (2014)
- Dietro le quinte (The Unauthorized Saved by the Bell Story), regia di [[Jason Lapeyre[]] – film TV (2014)
- Seeds of Yesterday, regia di Shawn Ku – film TV (2015)
- Story of a Girl, regia di Kyra Sedgwick – film TV (2017)
- Upload – serie TV (2020)
- Letterkenny – serie TV, 68 episodi (2016-2022)